# Phaonia nymphaearum
Phaonia nymphaearum är en tvåvingeart som först beskrevs av Robineau-desvoidy 1830.  Phaonia nymphaearum ingår i släktet Phaonia och familjen husflugor. Arten är reproducerande i Sverige. Inga underarter finns listade i Catalogue of Life.